# José Antônio Monteiro de Carvalho
José Antônio Monteiro de Carvalho, também grafado como Joseph Monteiro de Carvalho foi um arquiteto, engenheiro militar, geógrafo, desenhista e cartógrafo português que prestou significativos trabalhos no Reino de Portugal, sobretudo após o Sismo de 1755, quando ocupou o importante posto de arquiteto de obras do Conselho da Fazenda do país.

## Biografia

### Família, estudos e início de carreira
Filho de Francisco Monteiro Rebelo e Isabel Maria, naturais, ele de Lisboa, ela do Vilar. Era irmão de Joana Inácia Rebelo, mais conhecida como Joana do Salitre, uma renomada artista lisboeta, destacada, sobretudo, pela obra intitulada "Alegoria à Aclamação do Rei D. José I" (c. 1750). Casou-se, provavelmente antes de sua partida para o Brasil, com Maria Rosa Joaquina, natural da vila de Arruda.
Na juventude, frequentou a Aula da Esfera, do Colégio de Santo Antão, indo, em seguida, estudar na Academia de Fortificações da Corte. O bom desempenho nos estudos logo garantiu-lhe, no ano de 1751, a nomeação para Conselho de Guerra no posto de ajudante de Infantaria, com exercício de engenheiro, para atuar na província de Trás-os-Montes.

### Atuação no Brasil

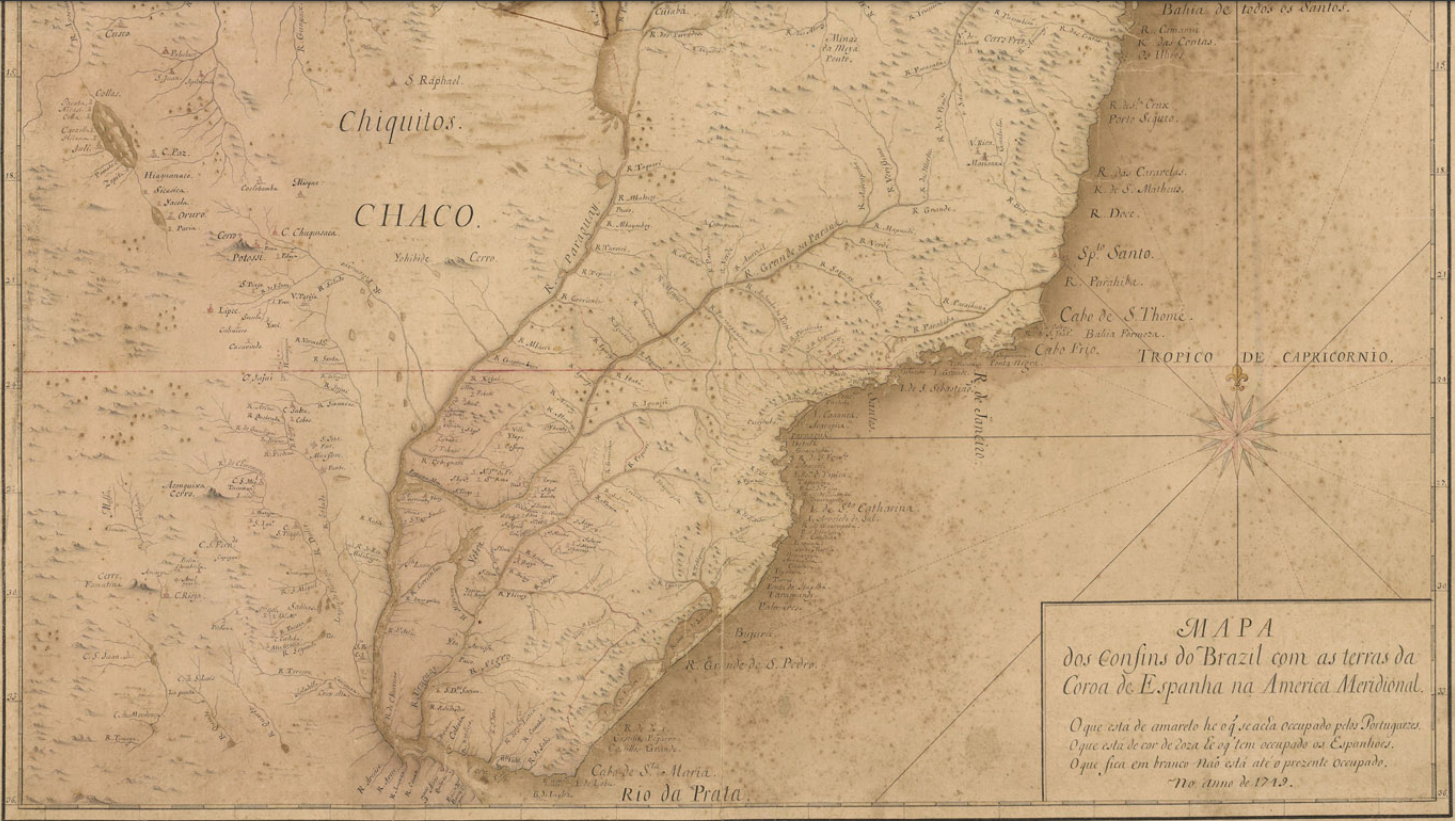
Recorte do Mapa dos confins do Brazil (1751)

Após o estabelecimento do Tratado de Madrid (1750), acordado entre as coroas portuguesa e espanhola, foi enviado para o Brasil, onde trabalhou como geógrafo nas demarcações dos limites fronteiriços no Sul da América. Como produção cartográfica de maior destaque, colaborou na elaboração do "mapa dos confins do Brasil [...]", um importante documento que evidencia as linhas fronteiriças entre os domínios espanhóis (representados pela cor-de-rosa) e portugueses (cor amarela), bem como os territórios ainda não ocupados (cor branca); além desses aspectos, o mapa também destaca uma enorme riqueza de topônimos, bem como de características acerca da geografia e dos percursos fluviais da América Meridional.

### Retorno a Portugal
Em 1756, foi nomeado, juntamente a outros indivíduos renomados, para compor por três anos o governo da Companhia Geral da Agricultura das Vinhas do Alto Douro, através de um diploma assinado por Sebastião José de Carvalho e Melo, o Marquês de Pombal.

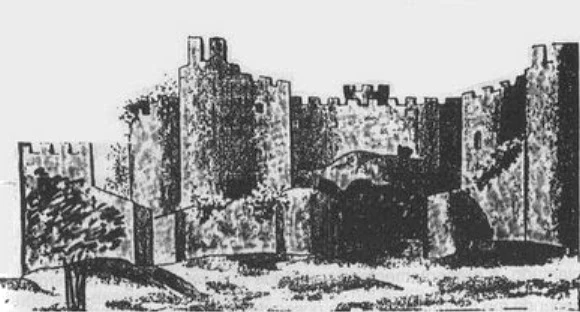
Desenho do Castelo de Alfeizerão (século XVIII), confeccionado por José Antônio Monteiro de Carvalho

Ajudou na reconstrução urbanística da cidade de Lisboa após o Sismo de 1755, dando início logo em dezembro do mesmo ano ao inventário das praças, ruas e edifícios públicos e a medição da cidade, que contribuiu centralmente para a posterior elaboração do Plano para a Reedificação da Cidade de Lisboa. Foi nomeado arquiteto de obras do Conselho da Fazenda em 1760, função essa que ocupou por uma década, até a data de seu falecimento por volta dos anos 80 do século XVIII. Nesse posto, dirigiu a construção Hospital de São José, cujo nome era uma homenagem ao Monarca D. José I; e elaborou o "Mapa Geral das Freguesias da Corte" em 1770, que, além de apresentar de forma detalhada o tecido edificado, as hortas e zonas agrícolas da cidade, permite verificar quais foram as zonas reconstruídas da capital portuguesa após a atividade sísmica.

### OBota-abaixo
Monteiro de Carvalho era conhecido por "Bota-abaixo", uma vez que era encarregado, no período em colaborou para a reconstrução da cidade de Lisboa, de inspecionar sobre as barracas e moradias que deveriam ser demolidas, ou melhor, "botadas abaixo".

### Viagens pelo Reino de Portugal
Durante o tempo em que esteve ativo profissionalmente, conheceu todo o Reino de Portugal. Essas andanças pelo país corroboraram centralmente para a elaboração da sua obra de maior destaque, o "Dicionário português das plantas, arbustos, matas, árvores e animais [...]", escrito no ano de 1765. Trata-se de uma vasta descrição de História Natural, englobando a fauna e a flora portuguesas, dedicada diretamente ao Marquês de Pombal como, segundo Monteiro de Carvalho, uma forma de agradecimento pelos benefícios recebidos "de sua generosa mão, sempre grande em favorecer".